# War games (Crosby, Stills & Nash)
War games is een lied van Crosby, Stills & Nash dat werd geschreven door Stephen Stills. Het verscheen in 1983 op een single. Het werd opgenomen als kandidaat voor de speelfilm WarGames, maar werd uiteindelijk uit de film verwijderd. De tekst gaat over de stompzinnigheid van oorlog.
Op de 7" single staat Shadow captain op de B-kant. Ook verscheen er nog een maxisingle waarop drie oudere nummers werden meegeleverd, namelijk Dark star (A2, 1977), Teach your children (B1, 1970) en Marrakesh Express (B2, 1969). De single bereikte nummer 45 in de Billboard Top 100 en nummer 13 in de rocklijst van Billboard. Verder verscheen het lied dat jaar als openingsnummer op hun album Allies.
Het is een synthrocknummer dat in eenzelfde tempo doorrockt op basis van twee akkoorden. Een belangrijke rol is weggelegd voor de synthesizer die wordt bespeeld door filmcomponist James Newton Howard. Verder is de elektrische gitaar van Stills nadrukkelijk aanwezig. Graham Nash nam zijn rol ook volwaardig op zich, maar David Crosby was op dit moment vrijwel uit beeld omdat hij vanwege een drugsdelict werd vervolgd door justitie.
Hoewel War games uit de film WarGames gesneden werd, overigens vlak voordat de film uitkwam, bracht de filmproducent United Artists het nummer toch uit. Voor de videoclip werden scenes uit de film gebruikt.